# Музеї Сімферополя
| Назва                                                                | Місцезнаходження         | Короткий опис | Зображення |
| -------------------------------------------------------------------- | ------------------------ | --- | ---------- |
| Сімферопольський художній музей                                      | вул. Карла Лібкнехта, 35 | Музей створений у 1922 році як художній відділ Центрального музею Тавриди. У 1936 році цей відділ був реорганізований в самостійну Сімферопольську картинну галерею (відкрита 8 листопада 1937 року), а в 1966 році — в Сімферопольський художній музей |            |
| Кримський республіканський краєзнавчий музей                         | вул. Гоголя, 14          | |            |
| Музей ВАТ «Кримський содовий завод»                                  | вул. Київська, 72        | Відкритий у 1977 році |            |
| Музей бойової і трудової слави консервного заводу імені С. М. Кірова | вул. Воровського, 24     | Відкритий у 1981 році |            |
| Музей історії захисту рослин                                         | вул. Оленчука, 52        | Відкритий у 1981 році |            |
| Зоологічний музей ТНУ                                                | вул. Ялтинська, 4        | Відкритий у 1981 році |            |
| Кримський етнографічний музей                                        | вул. Пушкіна, 18         | Музей розміщується в будинку, де у квітні 1999 року відкрилася стаціонарна виставка «Мозаїка культур Криму». Виставка розміщується в 2-х залах експозиційною площею 260 м² і розповідає про матеріальну і духовну культуру 13 етнічних спільнот Криму: вірменів, білорусів, болгар, греків, євреїв, караїмів, кримських татар, кримчаків, німців, росіян, українців, чехів та естонців. На виставці експонуються понад 700 експонатів основного фонду. В цілому фонди музею становлять 3500 експонатів. |            |
| Будинок-музей Іллі Сельвінського                                     | Бондарний пер., 2        | Створений у 1989 році як відділ КРКМ. Активну участь у створенні відділу КРКМ «Будинок-музей І. Сельвінського» брав поет Борис Серман. Про життя і творчість І. Сельвінського розповідає колекція, в основі якої — матеріали, подаровані падчеркою І. Сельвінського Ц. Воскресенською і дочкою поета — Т. Сельвінською. Це понад 5 тисяч документів, книг, фотографій, особистих речей поета — документи часу, в якому жив поет.                                                                        |            |
| Музей історії Кримського державного аграрного університету           | Аграрне, вул. Кірова, 32 | Відкритий у 1975 році |            |
| Кримськотатарський музей культурно-історичної спадщини               | вул. Чехова, 17          | Відкритий у 1992 році |            |
| Історико-етнографічний музей кримчаків                               | вул. Крилова, 54         | Відкритий у 2004 році |            |